# 劉務桓
劉 務桓（りゅう ぶかん、拼音：Liú Wùhuán、? - 356年）は、中国五胡十六国時代の匈奴鉄弗部大人（たいじん：部族長）。劉虎の子。別名は豹子。
孫の赫連勃勃から宣皇帝と追尊されている。

## 生涯
匈奴鉄弗部大人の劉虎の子として生まれる。
341年、父の劉虎が没すると、劉務桓は鉄弗部大人となり、代国に帰順した。これにより代王拓跋什翼犍の娘を娶る。
劉務桓は種落を招集し、ふたたび諸部の雄となる。また、代国に臣従する一方で、後趙の石虎と潜通しており、石虎より平北将軍・左賢王・丁零単于を拝命する。
356年正月、劉務桓が死に、代わって弟の劉閼頭が立つ。

## 宗族
- 妻
  - 拓跋氏…拓跋什翼犍の娘
- 子
  - 劉悉勿祈
  - 劉衛辰…赫連勃勃の父

## 参考資料
- 『魏書』（帝紀第一、列伝第八十三）
- 『晋書』（赫連勃勃載記）